# Valderice
Valderice (sicilià Valdèrici) és un municipi italià, dins de la província de Trapani. L'any 2007 tenia 11.963 habitants. Limita amb els municipis d'Erice, Buseto Palizzolo i Custonaci.

## Administració
| Període | Identitat      | Partit |
| ------- | -------------- | ------ |
| 2008-   | Camilla Iovino |        |